# Abdurrahman Wahid
Abdurrahman Wahid, znany także jako Gus Dur (ur. 7 września 1940 w Jombang, zm. 30 grudnia 2009 w Dżakarcie) – prezydent Indonezji w latach 1999–2001, przywódca Partii Przebudzenia Narodowego, którą założył po upadku reżimu Suharto.
Abdurraham Wahid objął urząd prezydenta w wyniku wyborów prezydenckich, które odbyły się w październiku 1999 roku. W chwili wybrania na urząd prezydenta był postrzegany przez społeczeństwo jako osoba, która poprawi stan gospodarki i zaprowadzi porządek w państwie. Krótko po wyborach doszło do nieporozumień między Wahidem a parlamentem. Jednocześnie pod presją społeczeństwa Wahid odsunął od władzy wojskowych odpowiedzialnych za mordy w Timorze. Prezydentowi zarzucano niezdolność do podejmowania ważnych decyzji (która doprowadziła do kryzysu finansowego w kraju), korupcję oraz niepotrzebne polemiki z różnymi grupami politycznymi. Wahid popadł w konflikty z elitami politycznymi i wojskowymi, które popierały poprzednie rządy Suharto. W 2001 roku odszedł ze stanowiska na rzecz Megawati Soekarnoputri.